# Jean Ebstein-Langevin
 (mars 2024).
Jean Ebstein-Langevin, né le 1er avril 1921 à Strasbourg et mort le 28 août 1998 à Paris 10e, est un résistant, avocat, journaliste et militant politique d'extrême droite.

## Biographie

### Le résistant royaliste
Né Jean Ebstein, fils de Bernard Ebstein, négociant, et de Madeleine Langevin, née Weil, Jean Ebstein suit ses études secondaires au lycée Fustel-de-Coulanges (Strasbourg), puis gagne Paris pour étudier à la Faculté de droit.
Il adhère à l'âge de 13 ans aux Jeunesses royalistes d'Alsace où il milite,. Il prend ses distances avec le groupement lorsque Charles Maurras exprime son soutien aux accords de Munich et se rallie au maréchal Pétain. 
Trop jeune pour être mobilisé en 1939, il se porte volontaire et s'engage, est blessé en février 1940 mais refuse d'être réformé. Il prend part aux campagnes de Belgique et des Flandres et à l’évacuation des troupes à Dunkerque. Il est démobilisé le 2 août 1940. À son retour à Paris, il s’inscrit en septembre 1940 à la Faculté de droit de Paris, en deuxième année de licence, ainsi qu’à l’École libre des sciences politiques. 
Vice-président de l'Association corporative des étudiants en droit (la « Corpo » de droit) auprès d'André Pertuzio, il est l’un des initiateurs de la manifestation du 11 novembre 1940 à Paris à laquelle il participe. Il gagne ensuite la Zone libre en 1941, s'installe à Lyon d'où il participe à l'organisation de départs vers l'Espagne, passe lui-même en Espagne où il est interné 8 mois. Il parvient à rejoindre le Maroc via le Portugal en août 1943 où il s'engage dans les Forces françaises libres (FFL) avec le grande de maréchal des logis. Il est affecté à l'antenne d'Alger du Bureau central de renseignements et d'action (BCRA) puis gagne Londres en mai 1944 où il est affecté au BCRA puis désigné chef du secrétariat du 2e bureau de l’état-major Guerre. Il sert ensuite comme officier de renseignement dans la 1re armée jusqu'à la capitulation allemande en mai 1945. Il est démobilisé en 1946.
Plus tard, il fonde vers 1959 et devient le délégué général de l'Association des Résistants du 11 novembre 1940. Il est aussi membre du conseil d'administration des « Premiers de résistance », de l'ORA, de l'Amicale des réseaux. Comme vice-président (ou délégué général ?) de l'Association des résistants du 11 novembre, il fait connaitre son opposition à mai 68. Dans une lettre au Monde en 1980, il minimise la présence des communistes à la manifestation du 11 novembre 1940. Comme ancien résistant, il est un témoin à décharge dans le procès de Paul Touvier.

### Le militant politique
Après la guerre, il est chargé de la presse de la Confédération générale des combattants (dite ARC, organisme de droite) en 1946, il collabore à l'hebdomadaire Paroles françaises d'André Mutter qui milite pour l'amnistie des épurés et contre le « résistantialisme »,,,, fonde en 1947 et devient secrétaire général de 1947 à 1948 du Comité français pour la défense des droits de l'homme, la réparation et l'amnistie, qui vient en aide aux épurés et tente de réhabiliter les pétainistes, aux côtés du colonel Rémy, autre maurrassien gaullo-pétainiste, de Jacques Isorni, un des avocats de Pétain, André Mutter, Robert Aron mais aussi Edmond Michelet, Maurice Schumann, Jacques Bardoux, André François-Poncet,,. Son ami Alain Griotteray a pu écrire : « (…) Epstein-Langevin (sic) dont j’ai encore à l’oreille les reproches qu’il proférait à mon égard, jugeant mon gaullisme trop mou (…) devint après la guerre l’un des plus fervents défenseurs du maréchal : m’adressant tous ses écrits, ses discours, me reprochant alors mon gaullisme attardé ».
Comme secrétaire général du Centre d'études franco-britanniques, il écrit deux articles dans Le Monde en 1947. Il participe en 1948 au congrès  de La Haye, proeuropéen, et adhère au mouvement La Fédération.
Il milite ensuite en 1954 au Rassemblement national de Jean-Louis Tixier-Vignancour qui lutte alors contre « le système pourri, incapable de remédier à la décadence intérieure comme de défendre le pays à l’extérieur », fréquente des cercles de droite comme le Centre d'études politiques et civiques auquel il adhère, dirige en 1956 l'Union nationale et sociale de salut public - il est candidat en janvier 1956 à la tête d’une liste du même nom -, et contribue à la constitution de Défense de la France la même année. Il est ensuite membre de la Coordination nationale présidée par le général Lionel-Max Chassin, en 1958. Il signe en octobre 1960 le manifeste des intellectuels français pour la résistance à l'abandon qui s'oppose au manifeste des 121, à propos de l'Algérie française.
C'est un ami du polémiste d'extrême droite Albert Paraz ; il fait partie du bureau de l'Association des Amis d'Albert Paraz, fondée en 1958, aux côtés notamment de Paul Rassinier.
Devenu avocat, il renoue avec le mouvement royaliste de sa jeunesses strasbourgeoise, est proche de la Nouvelle Action royaliste de Bertrand Renouvin; il écrit  dans une nouvelle mouture de l'Action française dans les années 1990[réf. nécessaire].

### L'avocat
Un temps directeur commercial de la Compagnie française de téléphonie (1949-1957), il reprend ses études de droit à près de soixante ans pour devenir avocat au barreau de Paris. Il défend ainsi un ingénieur français, Robert Juge, inculpé d'intelligence avec une puissance étrangère (en l'occurrence l'URSS) en 1983.
Il plaide au nom de François Lehideux et de Jacques Isorni devant la Cour européenne des droits de l’homme (CEDH) à partir de 1994, à propos d’un encadré publicitaire de Association pour défendre la mémoire du maréchal Pétain (ADMP) publié dans Le Monde en 1984 et intitulé « Français, vous avez la mémoire courte ». L’encadré récapitulait sous la forme d’un plaidoyer les grandes étapes de la vie de Pétain, ce qui entraina le dépôt d’une plainte de l’Association nationale des anciens combattants de la résistance et le début d’une longue affaire judiciaire, jugée en 1998 au bénéfice des plaignants.

## Distinctions
- Médaille des évadés
- Médaille de l'internement pour faits de Résistance

- Croix du combattant
- Croix du combattant volontaire de la Résistance
- Médaille commémorative des services volontaires dans la France libre

## Publication
- Le principe de légitimité et le conflit entre deux légitimités prétendues : Vichy et de Gaulle , mémoire de DEA d'études politiques, Université de droit de Paris, 1980, 74 p. et annexes